# 30483 Harringtonpinto
30483 Harringtonpinto este o planetă minoră (asteroid), cu un diametru de 11,53 km, din centura de asteroizi. A fost descoperită pe 24 iulie 2000 la Stația Anderson Mesa de Lowell Observatory Near-Earth-Object Search. 
Obiectul prezintă o orbită caracterizată de o semiaxă mare de 3,2288586 UAi, o excentricitate de 0,05, o înclinație de 8,37675 ° în raport cu ecliptica.